# Platypalpus proserpina
Platypalpus proserpina är en tvåvingeart som beskrevs av Mario Bezzi 1909. Platypalpus proserpina ingår i släktet Platypalpus och familjen puckeldansflugor. Inga underarter finns listade i Catalogue of Life.